# Actia completa
Actia completa là một loài ruồi trong họ Tachinidae.